# Biela Orava
Die Biela Orava (deutsch Weiße Arwa) ist ein 35,4 km langer Fluss im Norden der Slowakei in der traditionellen Landschaft Orava und einer der zwei Quellflüsse der Orava. Der andere Quellfluss, die Czarna Orawa (slowakisch Čierna Orava), liegt vollständig in Polen.
Der Fluss entspringt im Gebirge Oravská Magura unter dem 1325 m n.m. hohen Berg Paráč und fließt zunächst in nördlicher Richtung, bevor er bei Jasenovská, einer Kleinsiedlung der Gemeinde Oravská Lesná, seine generelle Richtung nach Osten ändert. Danach fließt die Biela Orava in den Beskiden, genauer durch das Bergland Podbeskydská vrchovina und nimmt unter anderen den linksseitigen Juríkov potok und die rechtsseitige Zimná voda bei Pribišská, die rechtsseitige Lomnica bei Lomná sowie die linksseitigen Zuflüsse Klinianka und Mútňanka zwischen Krušetnica und Breza auf. Bei Lokca mündet die rechtsseitige Hruštínka in den Fluss, der danach in ungefähr nordöstlicher Richtung fließt. Bei Oravská Jasenica kommt noch die linksseitige Veselianka hinzu, bevor die Biela Orava in den Orava-Stausee am südwestlichen Rand der Stadt Námestovo mündet.
Vor der Aufstauung durch den Orava-Stausee war der Fluss um einige Kilometer länger und vereinigte sich mit der Čierna Orava beim heute nicht mehr existierenden Ort Ústie nad Oravou zur Orava.